# ذرة بيضاء

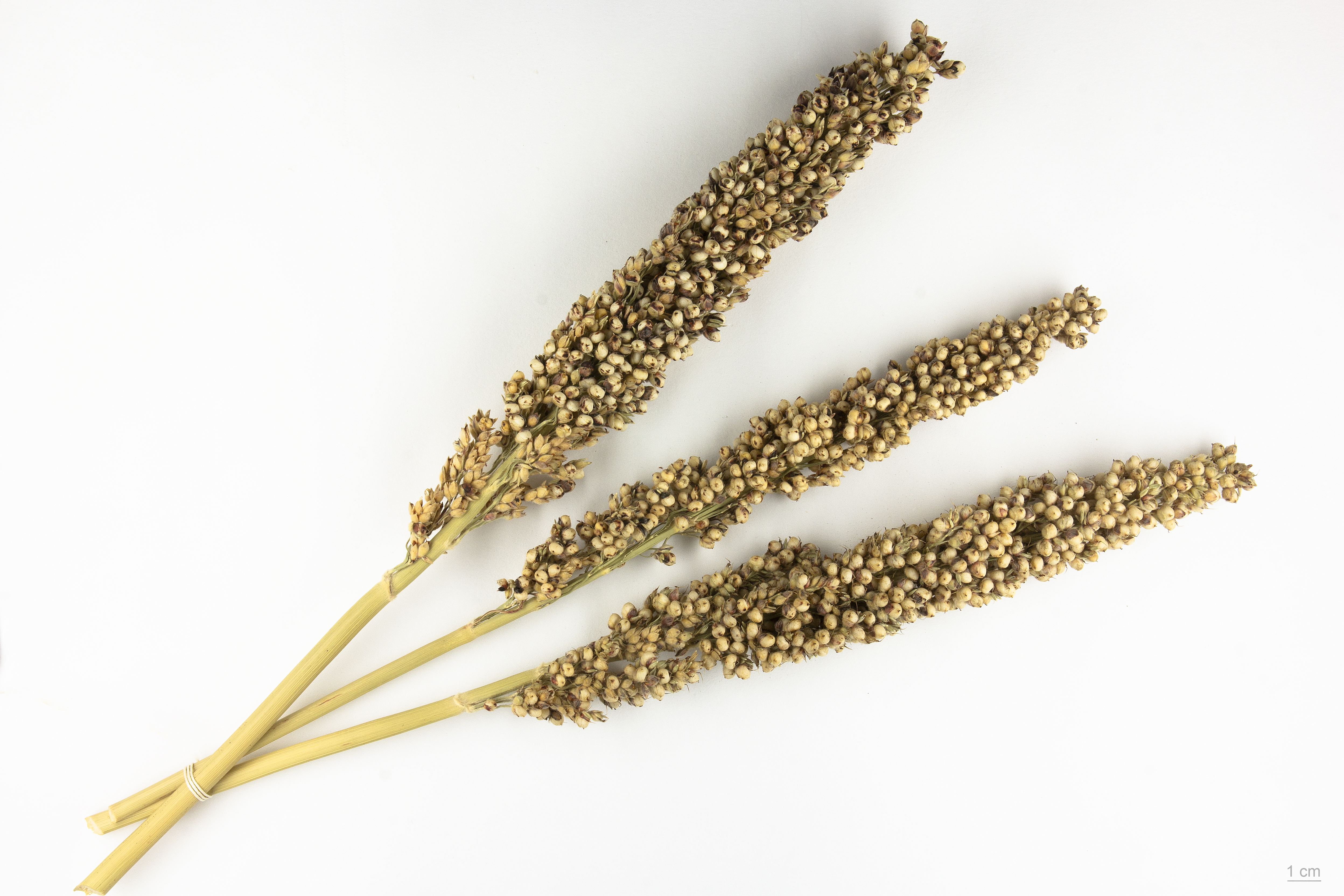
الذرة الرفيعة ذات اللونين الحديثة

الذرة البيضاء  أو الصيفية و تسمى بالعامية ذرة صيفي أو غَرِب في العامية اليمنية هو نوع نباتي حولي يتبع جنس السورغم من الفصيلة النجيلية اسمه العلمي (باللاتينية: Sorghum bicolor).

## التاريخ

### التدجين

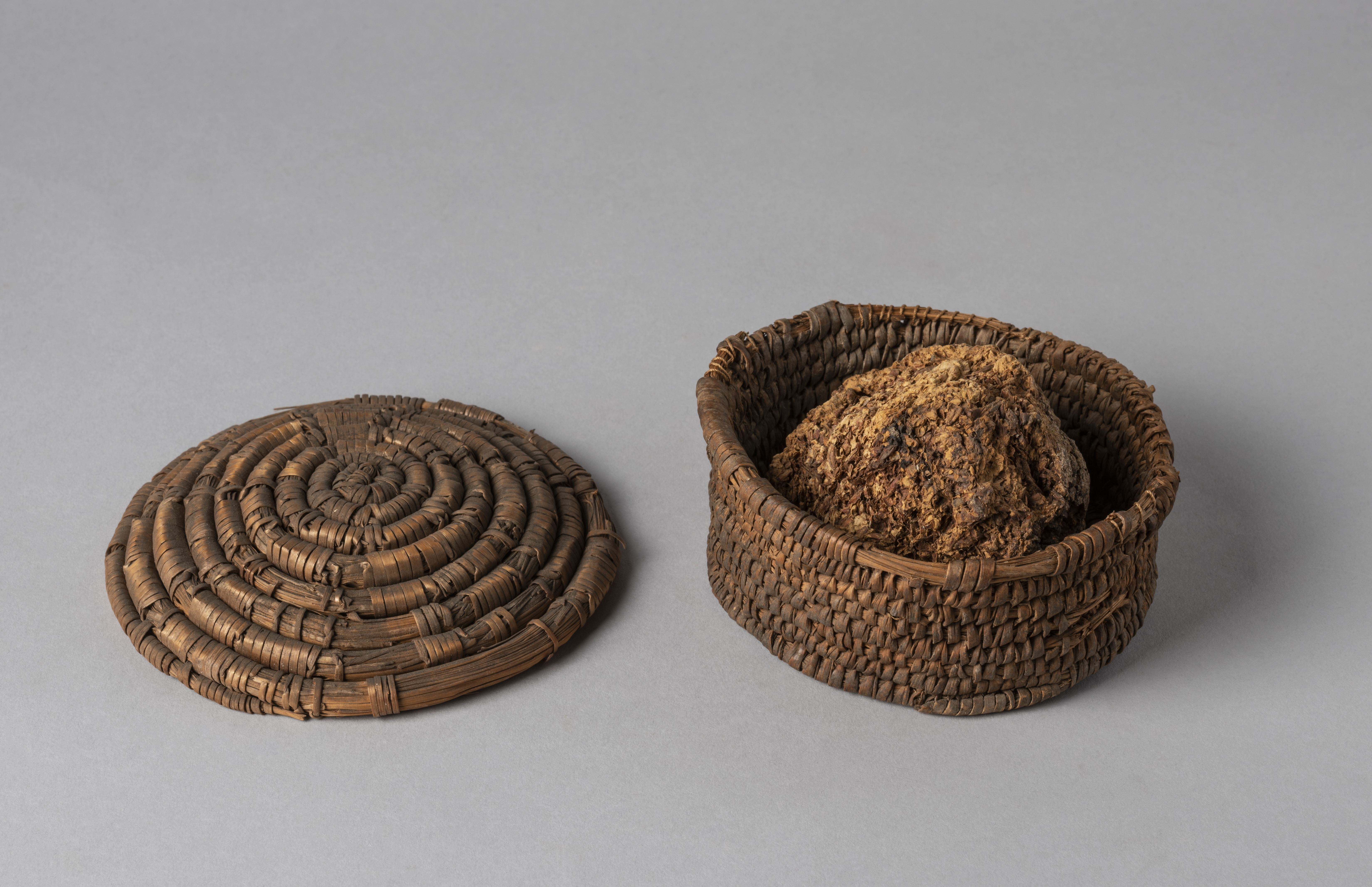
قطع من خبز الذرة الرفيعة موضوعة في سلة، تعود لمصر ما قبل التاريخ، 3100 قبل الميلاد (منذ 5,100 سنة). وتوجد في المتحف المصري بتورينو

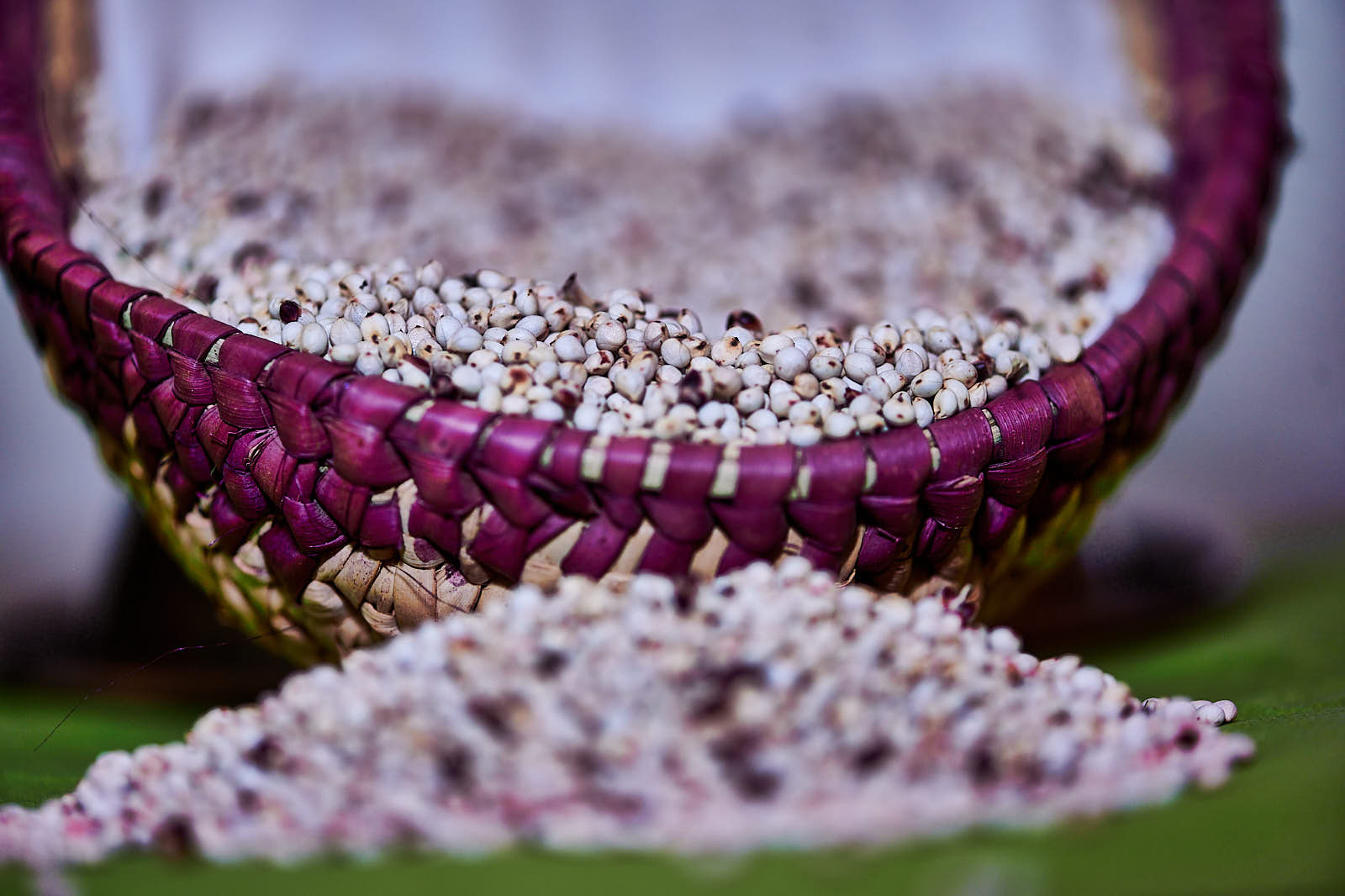
بذور الذرة الرفيعة السودانية

استئنست الذرة البيضاء الرفيعة من سلفها البري منذ أكثر من 5000 سنة في منطقة الأنهار شرقيّ السودان (نهر عطبرة ونهر القاش). عُثر عليه في موقع أثري بالقرب من كسلا شرقيّ السودان، يعود تاريخه إلى الفترة من 3500 إلى 3000 قبل الميلاد، ويرتبط بثقافة العصر الحجري الحديث مجموعة البطانة. ثمة بقايا من خبز الذرة الرفيعة عثر عليها في القبور من فترة مصر ما قبل الأسرات، منذ حوالي 5100 عام، معروضة في المتحف المصري بتورينو، إيطاليا.
كانت أول سلالة دجّنها الإنسان هي سلالة "ثنائية اللون"؛ وكانت ذات قشور كثيفة كان لا بد من إزالتها بالقوة. منذ حوالي 4000 عام، انتشرت هذا السلالة إلى شبه القارة الهندية؛ ومنذ حوالي 3000 عام وصلت إلى غرب أفريقيا. تطورت أربع سلالات أخرى من خلال الزراعة لتصبح ذات حبوب أكبر حجمًا ويمكن درسها على الدراس الحر، ما جعل الحصاد أسهل وأكثر إنتاجية. هذه السلالات هي "caudatum" في الساحل (إفريقيا)؛ و"durra"، على الأرجح في الهند؛ و"guinea" في غرب أفريقيا (وصلت لاحقًا إلى الهند)، ومن سلالة "mageritiferum" ظهرت أصناف في جنوب أفريقيا.

التدجين والخمسة سلالات الرئيسية من الذرة الرفيعة

### الانتشار

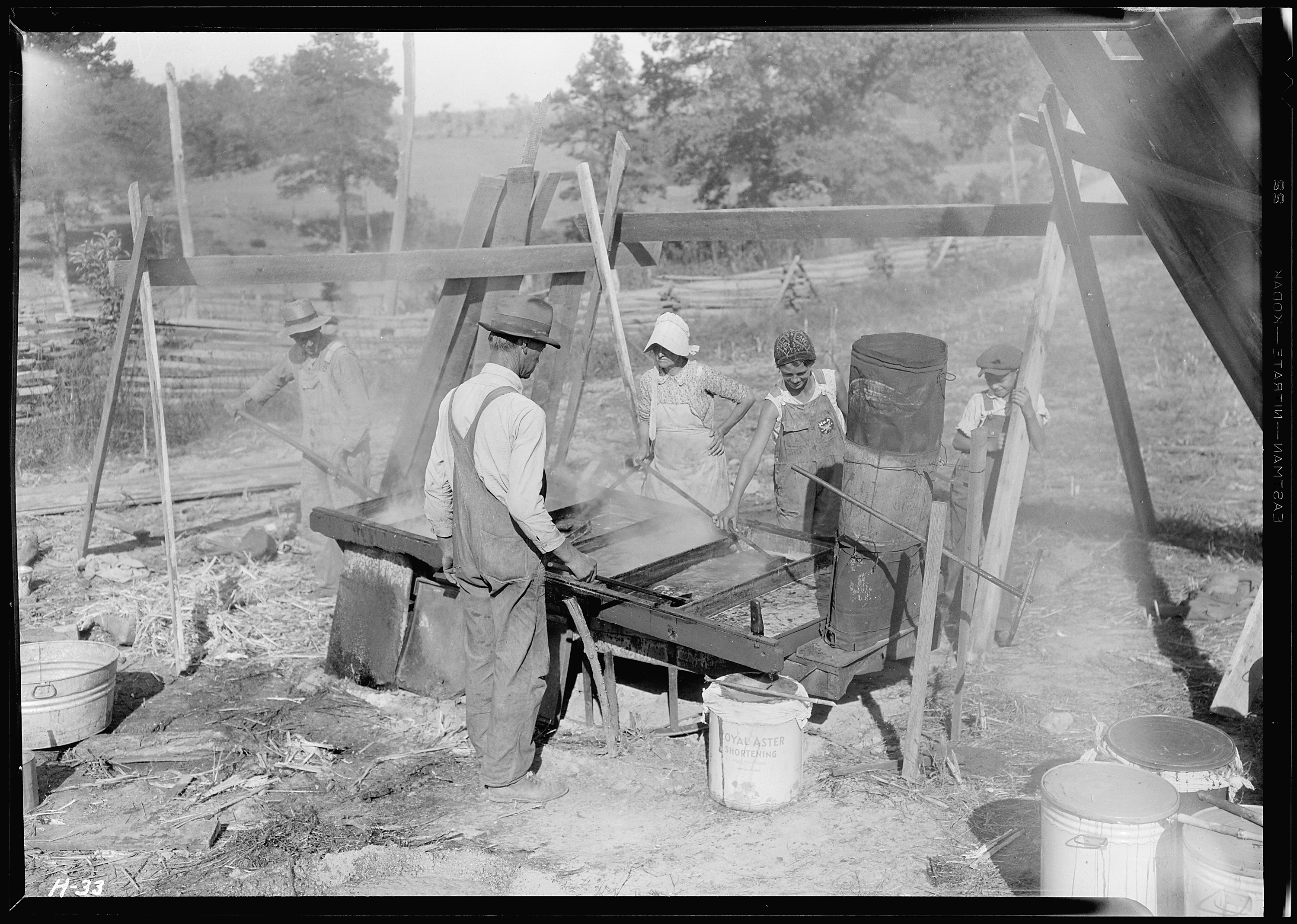
صناعة الدبس من الذرة الرفيعة الحلوة في ريف تينيسي عام 1933

في العصور الوسطى، نشرت الثورة الزراعية العربية الذرة الرفيعة ومحاصيل أخرى من أفريقيا وآسيا عبر العالم العربي حتى الأندلس في إسبانيا. ظلّت الذرة الرفيعة الغذاء الأساسي في مملكة علوة في العصور الوسطى ومعظم الحضارات الأخرى جنوب الصحراء الكبرى قبل الاستعمار الأوروبي.
تسمى الأصناف الطويلة من الذرة الرفيعة ذات المحتوى العالي من السكر بالذرة الرفيعة الحلوة؛ وهي مفيدة لإنتاج شراب غني بالسكر وتستخدم علفاً. كان الذرة الرفيعة الحلوة مهمة لتجارة السكر في القرن التاسع عشر. ارتفع سعر السكر نتيجة انخفاض الإنتاج في الهند الغربية البريطانية وزيادة الطلب على الحلويات والفاكهة المحفوظة، وكانت الولايات المتحدة تبحث بنشاط عن نباتٍ سكري يمكن إنتاجه في الولايات الشمالية. اعتُبر قصب السكر الصيني والذرة الرفيعة الحلوة من النباتات التي يمكن أن تزرع وتثمر في جزر الهند الغربية.
بالإنجليزية، اشتق الاسم "sorghum " من الكلمة الإيطالية "sorgo" ويعود أصل هذه الكلمة بدورها إلى كلمة "surgum" أو "suricum" من لاتينية العصور الوسطى في القرن 12. وهذه الكلمة اللاتينية قد يكون مصدرها "syricum" وتعني "[عشب] سوريا"..

## الأهمية الاقتصادية والاستعمالات
تعد من المحاصيل الغذائية والعلفية المهمة لاستعمالاتها في تغذية قطاع الثروة الحيوانية كحبوب مع المركزات أو كعلف أخضر وفي صناعة السيلاج، كما تعد مادة أولية لاستخراج النشا والسيليلوز وصناعة الكحول، بالإضافة إلى أن بعض الأنواع بها نسبة عالية من السكر، وبعض الأنواع كذرة المكانس تكون مصدراً لصناعة المكانس أو العبوات. ولعل أهميتها بالنسبة للوطن العربي تكمن في تحملها للجفاف، وزراعتها في مناطق محدودة الأمطار كالأردن كمحصول صيفي علماً بأن معظم الأراضي الزراعية في الأردن تقع ضمن معدلات 200-300 ملم/ سنة.

## المناخوالتربة
تجود الذرة البيضاء في الجو الجاف، وتتأثر كثيرا بالصقيع خصوصا وقت الإزهار، لذلك تزرع كمحصول صيفي بعد انتهاء فترة الصقيع. ولنجاح الإنبات ونمو النباتات يجب ألا تنخفض درجات الحرارة عن 8-10 م فدرجة الحرارة المناسبة لنجاحها هي 30-32 م. كما تحتاج إلى معدلات أمطار 250 ملم/ السنة على الأقل وقد تزرع تحت الري، وتجود زراعتها في جميع أنواع الأتربة ولها القدرة على تحمل الملوحة والقلوية ولكن تفضل الأراضي الطينية الخصبة تحت معدلات أمطار 350 ملم/السنة.

## مواعيد الزراعة
تزرع الذرة البيضاء في الأردن من منتصف شهر آذار إلى نهاية نيسان في المناطق البعلية، أما في الأغوار فيمكن التبكير عن هذا الموعد إذا لم يحدث الصقيع.
ويزرع في وسط وجنوب العراق فيزرع في أواخر آذار وإلى وسط نيسان أما في شماله فيزرع في بداية نيسان إلى آخره ويمكن أن يزرع في منتصف آب للحصول على محصول في منتصف إلى أواخر تشرين الثاني. كما يزرع في مصر في نفس الموعد الذي تزرع فيه الذرة في جنوب العراق. أما في الزراعة الديمية (البعلية) فيقدم عن الموعد في الزراعة المروية بحوالي 15 يوماً والسبب هو للاستفادة من الأمطار في بداية الربيع. اما في اليمن فيزرع في الصيف.

## الدورة الزراعية
تدخل الذرة البيضاء في الدورة الزراعية الثنائية أو الثلاثية كمحصول صيفي، حيث تنجح زراعتها بعد الحبوب النجيلية أو المحاصيل البقولية بدلاً من ترك الأرض بوراً ويمكن زراعتها أيضاً بعد دوار الشمس.

## كمية البذار
تختلف كمية البذار تبعاً لعوامل كثيرة منها طريقة الزراعة وتوفر المياه (أي زراعة مروية أم بعلية) وبشكل عام يحتاج الدونم إلى 2-3 كغ.

## كمية الإنتاج
تختلف كمية المحصول حسب خصوبة التربة والأسمدة والصنف ونوع الزراعة (بعلية أم مروية) ويتراوح إنتاج الدونم عادة ما بين 150-650 كغ/ دونم ويمكن زيادة الإنتاج إذ استخدم الاسمدة الكيماوية والزراعة الحديثة والمكثفة حيث يمكن أن يزرع الذرة على مسافة 10 سم إذ اراد المزارع زيادة الإنتاج كما في التجربة التي قامت به وزارة الزراعة العراقية لكن المسافة المنصوح به تتراوح بين 20-30 سم لتقليل تشابك الجذور والنمو الخضري ولمنع اضعاف التربة واستهلاك السماد والمواد المعدنية في التربة .

## الحصاد والدراس والتخزين

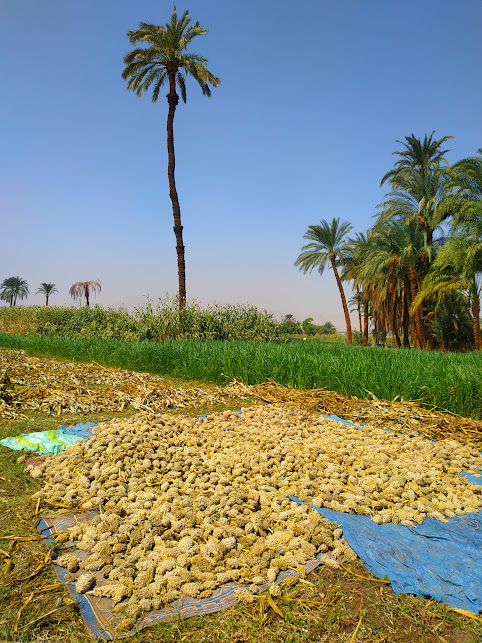
حصاد الذرة الرفيعية في إحدى حقول مصر.

تختلف المدة التي ينضج في أثنائها محصول الذرة البيضاء حسب الصنف، وبشكل عام يمكن حصاد الذرة الربيعية (المزروعة في الربيع) في أشهر الصيف تموز وآب، أما الزراعة الكثيفة والتي تزرع عادة في منتصف الصيف تحت الري فتحصد في شهري تشرين الأول وتشرين الثاني ويتم حصاد المحصول يدويا أو أليا ثم تدرس بعد جفافها، وتعبأ في أكياس بعد التأكد من أن نسبة الرطوبة في البذور لا تزيد على 13-14% وتخزن في مخازن نظيفة خالية من الحشرات وجيدة التهوية لحين الاستعمال.

## نسبة المركبات الغذائية في الذرة البيضاء
| مادة العلف    | رطوبة | بروتين خام | دهن خام | ألياف خام | رماد | مجموعة المركبات الغذائية المهضومة |
| ------------- | ----- | ---------- | ------- | --------- | ---- | --------------------------------- |
| الذرة البيضاء | 12%   | 9%         | 3.5%    | 2.5%      | 2%   | 80%                               |

## مقارنة بين أهم الأغذية الأساسية
| المحصول:                            | ذرة [A] | أرز [B] | قمح [C] | بطاطا [D] | بفرة [E] | فول الصويا (خضراء) [F] | بطاطا حلوة [G] | سورغم [H] | يام [Y] | موز الجنة [Z] |
| ----------------------------------- | ------- | ------- | ------- | --------- | -------- | ---------------------- | -------------- | --------- | ------- | ------------- |
| العنصر (في كل 100غرام)              | الكمية  | الكمية  | الكمية  | الكمية    | الكمية   | الكمية                 | الكمية         | الكمية    | الكمية  | الكمية        |
| ماء (غرام)                          | 10      | 12      | 13      | 79        | 60       | 68                     | 77             | 9         | 70      | 65            |
| طاقة (كيلو جول)                     | 1528    | 1528    | 1369    | 322       | 670      | 615                    | 360            | 1419      | 494     | 511           |
| بروتين (غرام)                       | 9.4     | 7.1     | 12.6    | 2.0       | 1.4      | 13.0                   | 1.6            | 11.3      | 1.5     | 1.3           |
| دهون (غرام)                         | 4.74    | 0.66    | 1.54    | 0.09      | 0.28     | 6.8                    | 0.05           | 3.3       | 0.17    | 0.37          |
| كربوهيدرات (غرام)                   | 74      | 80      | 71      | 17        | 38       | 11                     | 20             | 75        | 28      | 32            |
| ألياف (غرام)                        | 7.3     | 1.3     | 12.2    | 2.2       | 1.8      | 4.2                    | 3              | 6.3       | 4.1     | 2.3           |
| سكر (غرام)                          | 0.64    | 0.12    | 0.41    | 0.78      | 1.7      | 0                      | 4.18           | 0         | 0.5     | 15            |
| كالسيوم (ملغرام)                    | 7       | 28      | 29      | 12        | 16       | 197                    | 30             | 28        | 17      | 3             |
| حديد(ملغرام)                        | 2.71    | 0.8     | 3.19    | 0.78      | 0.27     | 3.55                   | 0.61           | 4.4       | 0.54    | 0.6           |
| مغنيسيوم (ملغرام)                   | 127     | 25      | 126     | 23        | 21       | 65                     | 25             | 0         | 21      | 37            |
| فوسفور (ملغرام)                     | 210     | 115     | 288     | 57        | 27       | 194                    | 47             | 287       | 55      | 34            |
| بوتاسيوم (ملغرام)                   | 287     | 115     | 363     | 421       | 271      | 620                    | 337            | 350       | 816     | 499           |
| صوديوم (ملغرام)                     | 35      | 5       | 2       | 6         | 14       | 15                     | 55             | 6         | 9       | 4             |
| زنك (ملغرام)                        | 2.21    | 1.09    | 2.65    | 0.29      | 0.34     | 0.99                   | 0.3            | 0         | 0.24    | 0.14          |
| نحاس (ملغرام)                       | 0.31    | 0.22    | 0.43    | 0.11      | 0.10     | 0.13                   | 0.15           | -         | 0.18    | 0.08          |
| منغنيز (ملغرام)                     | 0.49    | 1.09    | 3.99    | 0.15      | 0.38     | 0.55                   | 0.26           | -         | 0.40    | -             |
| سيلينيوم (ميكروغرام)                | 15.5    | 15.1    | 70.7    | 0.3       | 0.7      | 1.5                    | 0.6            | 0         | 0.7     | 1.5           |
| فيتامين C (ملغرام)                  | 0       | 0       | 0       | 19.7      | 20.6     | 29                     | 2.4            | 0         | 17.1    | 18.4          |
| ثيامين (ملغرام)                     | 0.39    | 0.07    | 0.30    | 0.08      | 0.09     | 0.44                   | 0.08           | 0.24      | 0.11    | 0.05          |
| ريبوفلافين (ملغرام)                 | 0.20    | 0.05    | 0.12    | 0.03      | 0.05     | 0.18                   | 0.06           | 0.14      | 0.03    | 0.05          |
| نياسين (ملغرام)                     | 3.63    | 1.6     | 5.46    | 1.05      | 0.85     | 1.65                   | 0.56           | 2.93      | 0.55    | 0.69          |
| حمض البانتوثنيك (ملغرام)            | 0.42    | 1.01    | 0.95    | 0.30      | 0.11     | 0.15                   | 0.80           | -         | 0.31    | 0.26          |
| فيتامين B6 (ملغرام)                 | 0.62    | 0.16    | 0.3     | 0.30      | 0.09     | 0.07                   | 0.21           | -         | 0.29    | 0.30          |
| حمض الفوليك الإجمالي (ميكروغرام)    | 19      | 8       | 38      | 16        | 27       | 165                    | 11             | 0         | 23      | 22            |
| فيتامين A (وحدة دولية)              | 214     | 0       | 9       | 2         | 13       | 180                    | 14187          | 0         | 138     | 1127          |
| فيتامين E، ألفا توكوفيرول (ملغرام)  | 0.49    | 0.11    | 1.01    | 0.01      | 0.19     | 0                      | 0.26           | 0         | 0.39    | 0.14          |
| فيتامين K1 (ميكروغرام)              | 0.3     | 0.1     | 1.9     | 1.9       | 1.9      | 0                      | 1.8            | 0         | 2.6     | 0.7           |
| بيتا-كاروتين (ميكروغرام)            | 97      | 0       | 5       | 1         | 8        | 0                      | 8509           | 0         | 83      | 457           |
| لوتين+زياكسانثين (ميكروغرام)        | 1355    | 0       | 220     | 8         | 0        | 0                      | 0              | 0         | 0       | 30            |
| أحماض دهنية مشبعة (غرام)            | 0.67    | 0.18    | 0.26    | 0.03      | 0.07     | 0.79                   | 0.02           | 0.46      | 0.04    | 0.14          |
| أحماض دهنية غير مشبعة احادية (غرام) | 1.25    | 0.21    | 0.2     | 0.00      | 0.08     | 1.28                   | 0.00           | 0.99      | 0.01    | 0.03          |
| أحماض دهنية غير مشبعة متعددة (غرام) | 2.16    | 0.18    | 0.63    | 0.04      | 0.05     | 3.20                   | 0.01           | 1.37      | 0.08    | 0.07          |

| A ذرة، صفراء                |  |  |  |  |  |  |  |  | B أرز، أبيض، طويل الحبة،عادي، خام، غير مدعم |
| C قمح، شتوي أحمر صلب        |  |  |  |  |  |  |  |  | D بطاطا، كاملة بالقشور، خام                 |
| E بفرة، خام                 |  |  |  |  |  |  |  |  | F فول الصويا، خضراء، خام                    |
| G بطاطا حلوة، خام، غير معدة |  |  |  |  |  |  |  |  | H سورغم، خام                                |
| Y يام، خام                  |  |  |  |  |  |  |  |  | Z موز الجنة، خام                            |